# Geomela variabile
Geomela variabile là một loài bọ cánh cứng trong họ Chrysomelidae. Loài này được Daccordi miêu tả khoa học năm 2003.